# Orgelbau Kuhn AG

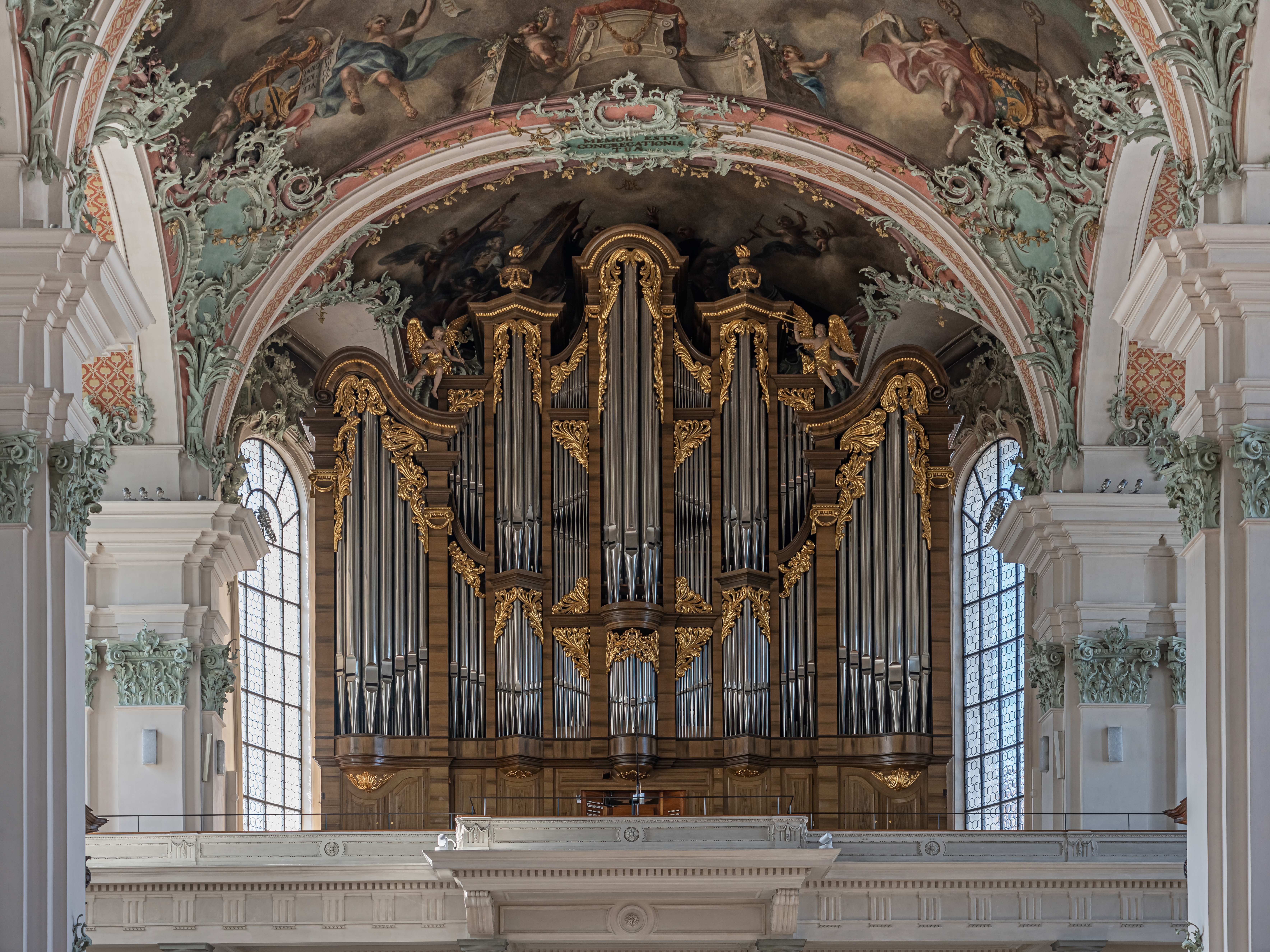
Орган собору святого Галла в Цюриху

Orgelbau Kuhn AG (у перекладі — виробник орга́нів Кун) — швейцарська компанія з виробництва орга́нів зі штаб-квартирою в місті Меннедорфі в кантоні Цюрих.

## Історія
Компанію у Меннедорфі заснував у 1864 році майстер-виробник органів Йоганн Непомук Кун (1827—1888). У 1863 році, ще як співробітник фірми Ебергарда Фрідріха Валькера (1794—1872) з Людвігсбурга, Кун прибув на берег Цюрихського озера, щоб побудувати новий орган для тамтешньої реформатської громади у церкві Меннедорфа. Регіон йому настільки сподобався, що він вирішив там оселитися і створити власний бізнес.

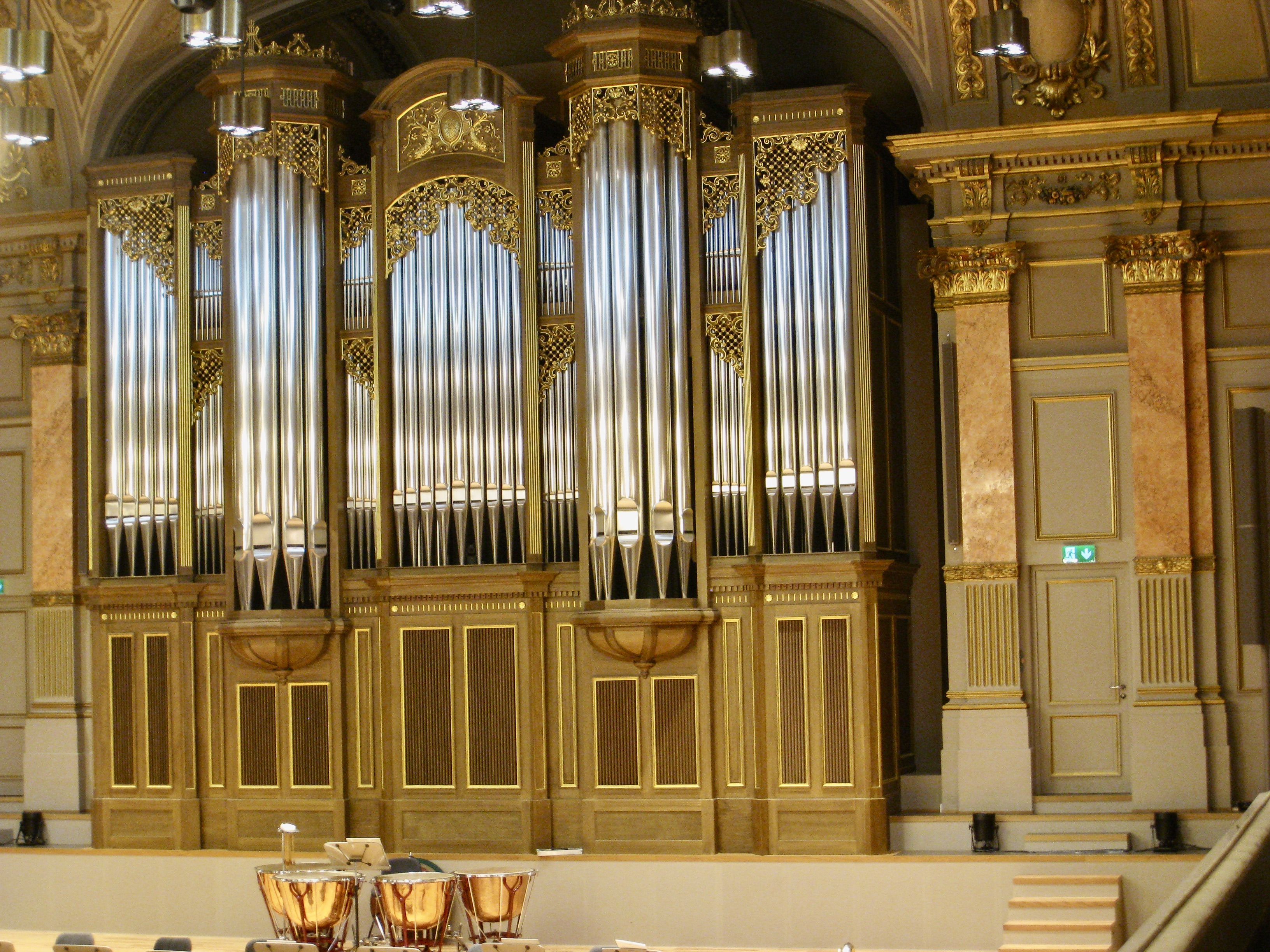
Орган Тонгале в Цюриху

Однак, лише через кілька років він зміг одержати такі важливі замовлення, як виготовлення органу Тонгале в Цюриху (1872), органи для собору святого Галла (1875) та церкви Гроссмюнстер в Цюриху (1876). Більшість своїх органів Непомук Кун спроектував у неоготичному стилі.
Деякий час Кун, та його конкурент Фрідріх Голль (1839—1911), домінували в цій галузі місцевого виробництва.
У 1888 році керівництво компанією перейняв син засновника, Карл Теодор Кун (1865—1925). У 1906 році він заснував філію в Нансі, другу після фірми Бельгард (Bellegarde) у Франції.
1907 року філія фірми Бельгард у Ліоні об'єдналася з Відкритим товариством з обмеженою відповідальністю з виробництва великих органів (Société anonyme pour la fabrication de grandes orgues) Шарля Мішеля Мерклена.
З кінця 1970-х років компанія спеціалізується на реставрації цінних інструментів усіх епох на науковій основі.